# Кејтлин Старк
Кејтлин Старк (енгл. Catelyn Stark; девојачко Тули, енгл. Tully), измишљени је лик из серије епско-фантастичних романа Песма леда и ватре америчког аутора Џорџа Р. Р. Мартина и њене телевизијске адаптације Игра престола. Истакнути је лик са тачком гледишта у прва три романа. Такође се појављује у четвртом роману, Гозба за вране (2005) и вратиће се у истакнутој улози у предстојећем шестом роману Ветрови зиме. Кејтлин је супруга лорда Едарда „Неда” Старка од Зимоврела и мајка његово петоро деце.
Кејтлин је тумачила северноирска глумица Мишел Ферли у HBO-овој серији Игра престола. Њена изведба је добила признање критике, а многи су посебно хвалили њену изведбу током епизоде „Кише над Кастамиром”. Због ове популарности, многи обожаваоци су били разочарани што се више није појавила у серији, упркос оживљавању лика у романима. Аутор Џорџ Р. Р. Мартин потврдио је да се противио тој одлуци, коју је назвао „првим великим одступањем серије од књига”, а о избацивању лика су одлучили шоуранери Дејвид Бениоф и Д. Б. Вајс.